# Municipio de Hayland (Minnesota)
El municipio de Hayland (en inglés: Hayland Township) es un municipio ubicado en el condado de Mille Lacs en el estado estadounidense de Minnesota. En el año 2010 tenía una población de 501 habitantes y una densidad poblacional de 5,38 personas por km².

## Geografía
El municipio de Hayland se encuentra ubicado en las coordenadas 45°51′31″N 93°33′58″O / 45.85861, -93.56611. Según la Oficina del Censo de los Estados Unidos, el municipio tiene una superficie total de 93.14 km², de la cual 92,93 km² corresponden a tierra firme y (0,22 %) 0,21 km² es agua.

## Demografía
Según el censo de 2010, había 501 personas residiendo en el municipio de Hayland. La densidad de población era de 5,38 hab./km². De los 501 habitantes, el municipio de Hayland estaba compuesto por el 98,6 % blancos, el 0,2 % eran asiáticos y el 1,2 % eran de una mezcla de razas. Del total de la población el 0,8 % eran hispanos o latinos de cualquier raza.